# Sifrid von Ballhausen
Sifrid von Ballhausen je nemški katoliški duhovnik in župnik iz Groß-Ballhausna (Balnhusin), nedaleč od Weißensee-ja (Belo jezero) v Turingiji. Nam je znan le po njegovi svetovni kroniki, ki jo je do leta 1304 vodil pod naslovom »Historia universalis«, nato pa v novi različici do leta 1306 kot » Compendium Historiarum«.  Umrl je torej po letu 1306.
Zanj je bil glavni poudarek na svetopisemski in legendarni zgodovini, ki jo je površno sestavil iz tedaj najbolj znanih virov za uporabo svojim sodobnikom. Njegov glavni vir za sodobno zgodovino je Chronica minor , uporabljal pa je tudi erfurtske vire, ki niso v celoti ohranjeni. Na koncu piše iz lastnega znanja in poleg neumnih basni navaja tudi koristne stvari iz svoje Turingijske domovine, iz težkega obiska kralja Adolfa in o kralju Albrehtu, ki ga zelo občuduje. 
Dolgo časa je pisal le v skriti obliki pod izmišljenim imenom Sifridus presb. Misnensis. 
Njegovo delo je zdaj zgledno objavljeno na podlagi lastnega podpisa, ohranjenega za vsako od obeh izdaj, vendar z omejitvijo na zadnji odstavek. Avtor: O. Holder-Egger, Mon. Germ. Skriptt. 25, str. 679-718.